# Zusammenwohngarantie für Alte
Zusammenwohngarantie für Alte ist eine Gesetzesinitiative in Schweden, welche dem Ehepartner einer pflegebedürftigen Person in einer stationären Betreuungsstation das Mitwohnrecht einräumen und damit alten Paaren einen gemeinsamen Lebensabend garantieren soll.

## Geschichte
Die Gesetzesinitiative entstand durch den Mut des 94-jährigen Arne Kojefors, dessen demenzkranke 86-jährige Ehefrau Gunnel ein Pflegeheim benötigte. Arne sollte sich mit der Besuchszeit abfinden. Arne meinte aber, es sei furchtbar, nachts allein einzuschlafen, ohne seine Gunnel. Er meinte, es müsste möglich sein, ein zweites Bett hinzu zu stellen. Und für sich selbst könne er noch immer sorgen und bezahlen.
Nachdem 2011 Arne Kojefors an die Presse gegangen war, entstand auch eine Initiative auf Facebook Arne und Gunnel müssen zusammen bleiben mit 9000 Befürwortern. Nach einem Machtwort des Sozialministers Göran Hägglund erhielten die beiden eine Paarwohnung.